# Audi Q2
O Audi Q2  é um crossover compacto de cinco lugares apresentado na edição de 2016 do Salão do Automóvel de Genebra. O Audi Q2 é o primeiro crossover da montadora a utilizar a plataforma MQB já utilizada no Volkswagen Golf, Audi A3, Volkswagen Passat e Audi A4.
O Audi Q2 é posicionado como SUV da marca alemã estando abaixo Audi Q3.